# Cat Daddy Games
Cat Daddy Games，是一家总部位于华盛顿Kirkland的游戏开发商，旗下游戏由Take-Two公司、动视公司、艺美、塞拉利昂娱乐和微软发布。